# Cool Kids
Cool Kids var en dansk musikgrupp bestående av ungdomar. Gruppen vann MGP 2004 och kom femma i Junior Eurovision Song Contest 2004. De har släppt en skiva som heter De 3 vindere. Deras mest kända låt heter Pigen er min som de även framförde i Junior Eurovision Song Contest. 
Fler kända låtar av gruppen är C dobbelt O L KIDS, Vil du være min, Dans med os och Kærester.  

## Bandmedlemmar
- Caroline Forsberg Thybo, född 1993, bosatt i Skanderborg
- Ibrahim "Ibo" Chouqeir, född 1994, bosatt i Århus
- Niki "Nack" Popovic, född 1992, bosatt i Skanderborg